# 谷口あさみ
谷口 あさみ（たにぐち あさみ、1981年1月15日 - ）は、日本の漫画家。東京都出身。
2002年に『鬼町3丁目』で、第50回小学館新人コミック大賞児童部門佳作を受賞。2003年、『鬼斬りジュゲム』で『別冊コロコロコミック』にてデビュー。

## 人物
- 好きな食べ物はおでん（特に大根）とスルメ[2]。
- 『星のカービィ! も〜れつプププアワー!』で時々登場する。
- 街を歩いていたら、戸田恵梨香と間違われたことがある[3]。
- aikoに似ている。

## 星のカービィシリーズとの関わり
『月刊コロコロコミック』では2006年より『星のカービィ! も〜れつプププアワー!』の連載を開始。連載は2016年まで続いた。連載終了から3年後の2019年からは絵本作品『いつでもカービィ』シリーズの文章を手掛けている。第1作「おやすみカービィ」と第2作「星の贈りもの」が発売された12月6日に自身のTwitterにカービィ、マルク、タランザ、グーイが描かれたイラストを創刊祝いとして公開。
谷口は、『星のカービィ! も〜れつプププアワー!』の連載終了後は公の場でカービィを1度も描くことはなく、この先も描かないつもりでいたが、上記2作の絵を手掛けたイラストレーター・るるてあとの会話でその考えを改めたことを告白している。ただ、どんな会話をしたかについては「秘密」としている。

## 作品リスト

### 漫画
- 鬼斬りジュゲム（小学館『別冊コロコロコミック』2003年6月号）
- めちゃかわ（小学館『別冊コロコロコミック』2004年4月号 - 2005年2月号）
- 史上最強天狗冒険物語 天までとどけ!（小学館『別冊コロコロコミック』2005年4月号 - 2006年4月号）
- 富豪少年ヒカル（小学館『別冊コロコロコミック』2006年8月号）
- 星のカービィ 参上!ドロッチェ団（小学館『別冊コロコロコミック』2006年12月号）
- 星のカービィ! も〜れつプププアワー!（小学館『月刊コロコロコミック』2006年12月号 - 2016年10月号）
- ぐでたま（小学館『ミラコロコミック』創刊号[6]）
- 競馬場でごはん（少年画報社『思い出食堂特別編集 ひとりごはん』25号[7] - 連載中）
- 恐竜のいる島（少年画報社『思い出食堂 ぼくらの恐竜 ジュラシック・ファンタジー』） - 2019年8月19日発売[8]
- ウマミーノ（新潮社『くらげバンチ』2020年3月6日更新）
- たこ焼き（少年画報社『思い出食堂 Bランチ 青春ラーメン編』） - 2020年7月6日発売[9]
- いくらの醤油漬け（少年画報社『思い出食堂 白いごはんとおかず 焼鮭と明太子』） - 2020年10月20日発売[10]
- ごはんジョッキー（少年画報社『思い出食堂 別館（電子雑誌）』3号[11]  - 連載中）
- 競馬場でごはん（少年画報社『ひとりごはん』No.25[12] - ） - 連載では『競馬場でごはん』であったが[13]、単行本では『競馬でごはん』として刊行[14]
- できたて!ポンチポンチ（こどもりびんぐ『あんふぁん』『ぎゅって』2021年4月 - 連載中） - 短編ストーリーの連載[15]

### 絵本
- 「いつでもカービィ」シリーズ（小学館） - 原作を担当[16]。イラスト担当者はそれぞれ異なる[注 1]。